# 1284
Năm 1284 là một năm trong lịch Julius.